# 柳叶相思
柳叶相思（学名：Acacia iteaphylla）是豆科相思树属植物，原产澳大利亚南澳大利亚州的山岭。柳叶相思有时误译为鼠刺叶相思，但其假叶形状并不似鼠刺属植物，其种加词其实来自古希腊语，意思是“柳叶的”。